# 微笑列车

微笑列车组织标识

微笑列车（The Smile Train）是致力于帮助唇腭裂儿童的国际慈善机构。机构成立于1999年，到2007年为止已经为76个国家38万患有唇腭裂的儿童提供了免费治疗，基金的董事会承担一切管理和筹款费用。其工作的重点地区是中国和印度。
在美国，微笑列车取得了美国国内税局（Internal Revenue Service）的501(c)(3)非营利性资格，依据有关政策捐赠是可以除税的。
微笑列车基金会是由美国华裔企业家王嘉廉和广告业人士白涧龙（Brian Mullaney）在美国发起并正式注册的非盈利性慈善组织，工作人员仅42名，但在全世界76个国家却拥有数以千计的合作伙伴和项目，而且每年要监督10万例唇腭裂手术的进行。
该组织的宗旨是为发展中国家数以百万的贫困儿童提供免费的唇腭裂手术，同时为医务人员提供有关唇腭裂方面的免费培训，直到全部消灭唇腭裂。微笑列车基金会訓練当地医生进行手术，因此他们的花费是传统慈善组织的十分之一，但帮助的患儿人数却是它们的10倍。
根据美国慈善监督机构美国慈善学会的评估，微笑列车基金会只被评为B-。该学会认为微笑列车基金会把1千550万美元、也就是其现金预算的34%用于运作管理费，但是对外却宣称其筹款百分之百将用于各个项目，一分钱也不会花在管理费上。批评这种做法不够诚实。